# Slingerz FC
O Slingerz Football Club é um clube de futebol guianês situado em Vergenoegen.

## Títulos

### Nacionais
- Campeonato Guianense
  - Campeão (1): 2015-16

## Ligações Externas
- Slingerz FC no Facebbok